# Aartsbisdom Lublin

Bisdommen in Polen
22. Aartsbisdom Lublin
23. Bisdom Sandomierz
24. Bisdom Siedlce

Het aartsbisdom Lublin (Latijn: Archidioecesis Lublinensis, Pools: Archidiecezja Lubelska) is een in Polen gelegen rooms-katholiek aartsbisdom met zetel in de stad Lublin. De aartsbisschop van Lublin is metropoliet van de kerkprovincie Lublin waartoe ook de volgende suffragane bisdommen behoren:
- bisdom Sandomierz
- bisdom Siedlce

## Geschiedenis
De geschiedenis van het bisdom Lublin gaat terug op die van het bisdom Chełm. Dit bisdom werd in 1375 gesticht door Casimir III van Polen. In 1790 werd Lublin hierbij gevoegd. Het bisdom Chełm en Lublin werd op 22 september 1805 door paus Pius VII met de bul "Quemadmodum Romanorum Pontificum" omgedoopt tot bisdom Lublin. Sinds 2009 wordt het bisdom Chelm wel weer als titulair bisdom toegekend.
Als gevolg van de herstructurering van de katholieke kerk in Polen werd het bisdom door paus Johannes Paulus II op 25 maart 1992 met de apostolische constitutie "Totus Tuus Poloniae populus" verheven tot aartsbisdom. Gelijktijdig werden gedeelten van het aartsbisdom afgestaan voor de stichting van het nieuwe bisdom Zamość-Lubaczów in de kerkprovincie Przemyśl.

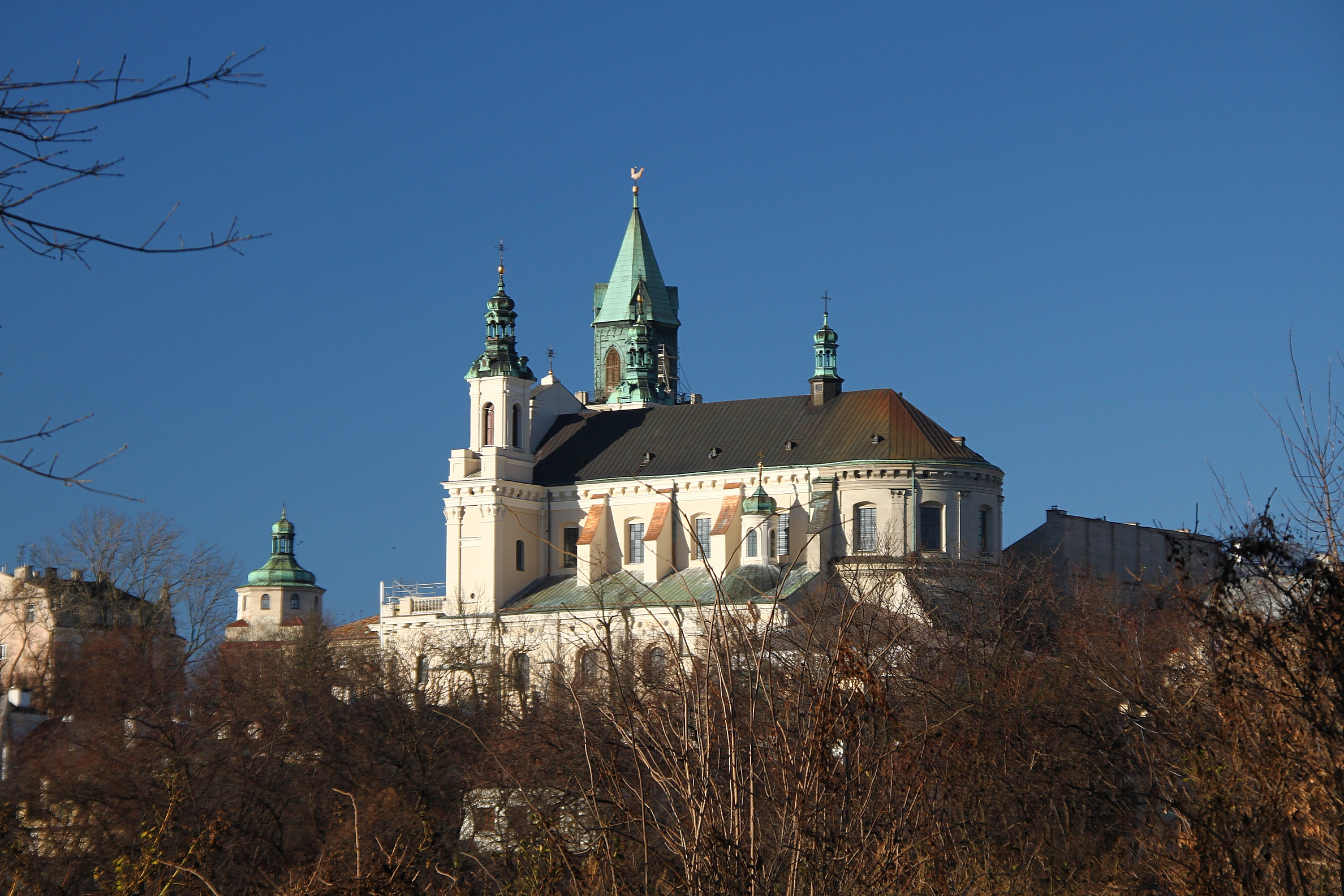
Kathedraale van Lublin
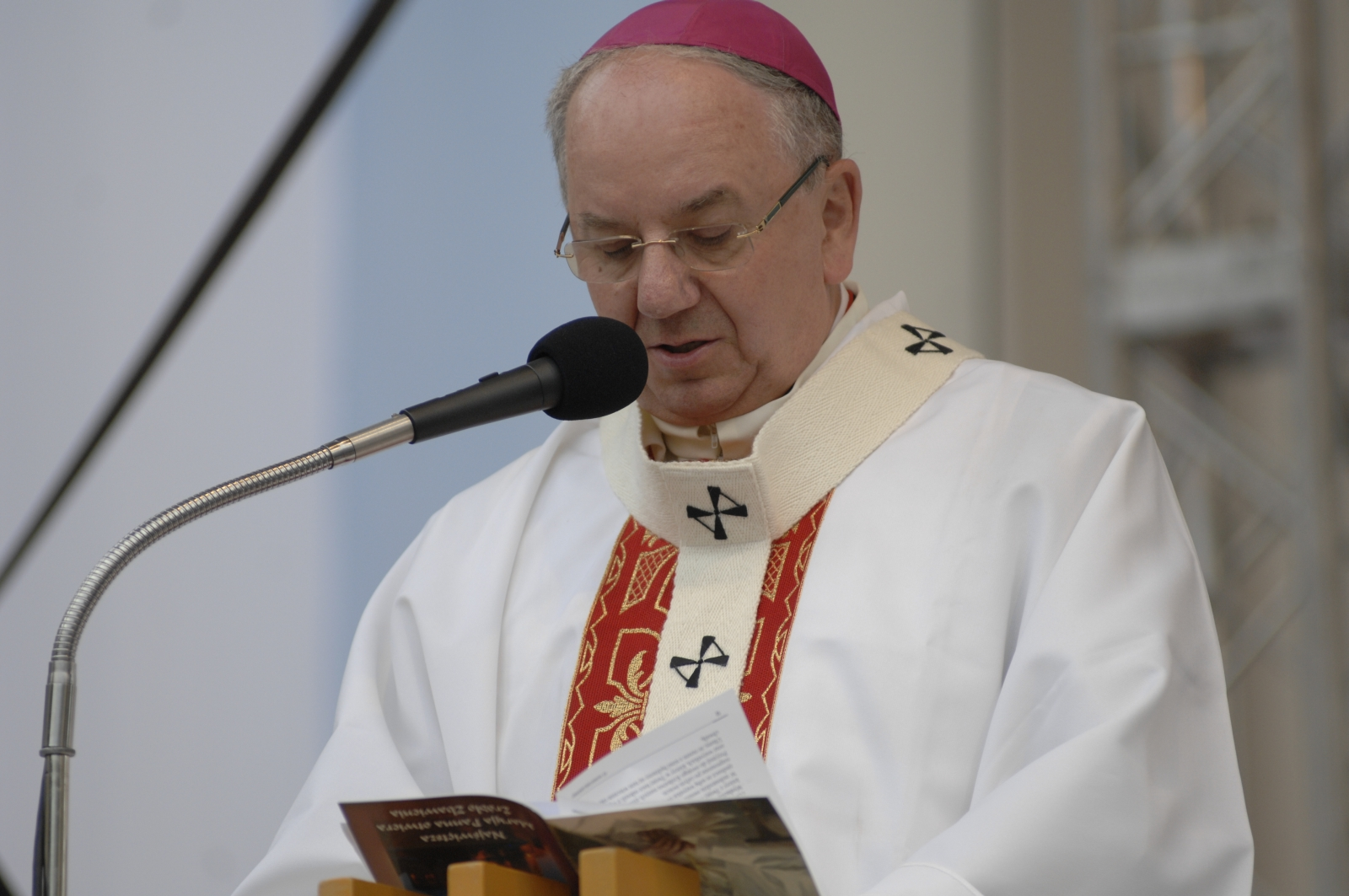
Aartsbisschop Budzik

## Bisschoppen van Lublin
- 1805–1824 Wojciech Skarszewski (daarna aartsbisschop van Warschau)
- 1825–1839 Józef Marceli Dzięcielski
- 1852–1863 Wincenty Pieńkowski
- 1871–1879 Walenty Baranowski
- 1883–1885 Kazimierz Józef Wnorowski
- 1889–1918 Franciszek Jaczewski
- 1918–1945 Marian Leon Fulman
- 1946–1948 Stefan Wyszyński (daarna aartsbisschop van Gniezno)
- 1949–1974 Piotr Kałwa
- 1975–1992 Bolesław Pylak

### Aartsbisschoppen
- 1992–1997 Bolesław Pylak
- 1997–2011 Józef Życiński
- sinds 2011 Stanisław Budzik

### Hulpbisschoppen
- 1818–1819 Józef Szczepan Koźmian (titulair bisschop van Carystus)
- 1824–1845 Maurycy Mateusz Wojakowski (titulair bisschop van Arcadiopolis in Asia)
- 1857–1871 Valentino Baranowski (titulair bisschop van Loryma)
- 1918–1937 Adolf Józef Jełowicki (titulair bisschop van Loryma)
- 1938–1944 Vladislao Goral (titulair bisschop van Meloë in Isauria)
- 1952–1956 Tomasz Wilczyński (titulair bisschop van Polybotus)
- 1958–1965 Henryk Strakowski (titulair bisschop van Girba)
- 1961–1968 Jan Mazur (titulair bisschop van Bladia)
- 1964–1984 Jan Śrutwa (titulair bisschop van Liberalia)
- 1966–1975 Boleslaw Pylak (titulair bisschop van Midica)
- 1969–1981 Edmund Ilcewicz (titulair bisschop van Trevico)
- 1975–1984 Zygmunt Kamiński (titulair bisschop van Midica)
- 1982–1992 Piotr Hemperek (titulair bisschop van Equilium)
- sinds 1985 Ryszard Karpinski (titulair bisschop van Minervium)
- sinds 1997 Mieczyslaw Cislo (titulair bisschop van Auca)
- sinds 2004 Artur Miziński (titulair bisschop van Tarasa in Numidia)
- sinds 2008 Józef Wróbel, SCI (titulair bisschop van Suas)